# Bouveret
Bouveret, även skrivet Le Bouveret, är huvudorten i kommunen Port-Valais i kantonen Valais, Schweiz. Den ligger vid floden Rhônes mynning i Genèvesjön.